# Delphinium formosum
Delphinium formosum là một loài thực vật có hoa trong họ Mao lương. Loài này được Boiss. & A.Huet mô tả khoa học đầu tiên năm 1856.